# Estación de Zuhatzu-Galdakao
Zuhatzu-Galdakao (en castellano, Zuazo-Galdácano ) es un apeadero ferroviario perteneciente a las líneas E1 y E4 de Euskotren Trena. Es la principal estación ferroviaria del municipio vizcaíno de Galdácano, en el barrio de Zuazo, que le da su nombre en euskera. Su tarifa corresponde a la zona 2 del Consorcio de Transportes de Bizkaia.
La estación cuenta con un único acceso, a cota de calle. Para cambiar de andén hay que cruzar un paso a nivel. Dispone de aparcamiento gratuito en el exterior.
Su construcción en dicho emplazamiento, un tanto distante del núcleo urbano ya en crecimiento por entonces, se basó en la fundación, en 1872, de la Sociedad Anónima Española de la Pólvora Dinamítica, empresa promovida por el químico sueco Alfred Nobel, más conocida coloquialmente en la localidad como «la Dinamita» y madre de la actual empresa MAXAM, que mantiene la factoría en el mismo emplazamiento en la actualidad. La estación favorecía así la conexión con el lugar tanto para pasajeros como para mercancías relacionadas con la industria del explosivo.

## Futura clausura
Con la futura puesta en marcha (prevista para su conclusión en 2026) 3 de la nueva variante ferroviaria subterránea entre Echévarri y Usánsolo, como actuación central del proyecto de «línea 5» del metro de Bilbao, el trazado en que se encuentra la estación desde sus inicios, perteneciente al original Ferrocarril Central de Vizcaya, quedará sin servicio de pasajeros a partir de su entrada a Basauri desde Echévarri (tras cruzar el río Nervión) hasta su empalme con la nueva variante emergida a la salida de Usánsolo.
Como consecuencia, las estaciones de Ariz-Basauri, Zuhatzu-Galdakao y la actual de Usansolo quedarán cerradas, previéndose su posterior desmantelamiento. En el caso de Zuhatzu-Galdakao, su demanda será absorbida e incrementada por la futura estación de Galdakao, completamente nueva, subterránea y ubicada en pleno centro del municipio.

## Accesos
- C/ Txomin Egileor, 33

## Conexiones
Por la estación pasan las siguientes líneas de Bizkaibus:
- A3631 Bilbao - Galdakao - Larrabetzu
- A3641 Alto Nervión - Hospital de Galdakao

Desde 2023, la parada de Bizkaibus adyacente a la estación es la cabecera de una de las dos líneas de Galdabusa, servicio de bus urbano operado por el ayuntamiento de Galdakao, que une los barrios de Zuazo y Elexalde con el centro urbano.